# Simon Rex
Simon Rex Cutright (San Francisco, 20 de julio de 1974) es un actor, modelo, rapero, presentador de televisión y comediante estadounidense.

## Carrera
En 1995, se presentó a la audiencia televisiva de MTV que contrató a Rex a trabajar como VJ y lo mantuvo en el aire durante más de dos años. Poco después de la fama y el éxito de popularidad comenzó a actuar y en 1999 fue elegido para el programa de televisión Jack & Jill, que se emitió durante dos temporadas. Apareció como Eli en la serie de televisión Felicity e hizo varias apariciones en Baywatch, Everwood y Summerland.[cita requerida]
Rex ha aparecido en The Forsaken, Scary Movie 3, Superhero Movie, Scary Movie 4 y Scary Movie 5. También actuó en National Lampoon's Pledge This! con Paris Hilton.

## MTV
Como presentador y actor (1995-1997)
- Diversos videos
- Galas
- Entrevistas

## Modelo
- Modelo pornográfico
- Campaña publicitaria Tommy Hilfiger (1992-1993)
- Campaña publicitaria Levis (1993)

## Filmografía
| Año       | Título                                                   | Personaje                     | Notas                             |
| --------- | -------------------------------------------------------- | ----------------------------- | --------------------------------- |
| 1993      | Young, Hard & Solo #2                                    | Sebastian                     | película pornográfica             |
| 1993      | Young, Hard & Solo #3                                    | Sebastian                     | película pornográfica             |
| 1996      | Baywatch                                                 | Él mismo                      | Serie de televisión - 1 episodio  |
| 1998      | Snapped                                                  | Él mismo                      |                                   |
| 1999      | Katie Joplin                                             | Tiger French                  | Serie de televisión               |
| 1999      | Felicity                                                 | Eli                           | Serie de televisión - 4 episodios |
| 1999      | Jack & Jill                                              | Michael 'Mikey' Russo         | Serie de televisión               |
| 2000      | Hot Sessions 11                                          | Sebastian                     | película pornográfica             |
| 2000      | Hot Sessions 12                                          | Sebastian                     | película pornográfica             |
| 2000      | Shriek If You Know What I Did Last Friday the Thirteenth | Slab O'Beef                   |                                   |
| 2001      | Drum Solo                                                | Blondie                       |                                   |
| 2001      | Going Greek                                              | Thompson                      |                                   |
| 2001      | The Forsaken                                             | Pen                           |                                   |
| 2002-2003 | What I Like About You                                    | Jeff Campbell                 | 1 temporada                       |
| 2003      | Scary Movie 3                                            | George Logan                  |                                   |
| 2004      | The Karate Dog                                           | Det. Peter Fowler             |                                   |
| 2004      | Summerland                                               | Sun                           | Serie de televisión - 2 episodios |
| 2005      | Cuts                                                     | Harrison                      | Serie de televisión               |
| 2005      | Everwood                                                 | Cliff Fenton                  | Serie de televisión - 1 episodio  |
| 2006      | Mindy and Brenda                                         | Josh                          | Película para televisión          |
| 2006      | Scary Movie 4                                            | George Logan                  |                                   |
| 2006      | National Lampoon's Pledge This!                          | Derek                         |                                   |
| 2006      | Monarch Cove                                             | Eddie Lucas                   | Serie de televisión               |
| 2006      | Rise: Blood Hunter                                       | Hank                          |                                   |
| 2008      | Hotel California                                         | Pete                          |                                   |
| 2008      | Superhero Movie                                          | Human Torch (Antorcha Humana) |                                   |
| 2013      | Scary Movie 5                                            | Dan                           |                                   |
| 2014      | Student Bodies                                           | Mike                          |                                   |
| 2016      | Halloweed                                                | Joey                          |                                   |
| 2016      | Do It All Over                                           | Dirt Nasty                    |                                   |
| 2017      | Alexander IRL                                            | Owen                          |                                   |
| 2017      | Blue & Green                                             | Detective Sharpe              |                                   |
| 2017      | Too Shorts Boombox                                       | Guest Star                    |                                   |
| 2017      | Bodied                                                   | Donnie Narco                  |                                   |
| 2018      | Avengers of Justice: Farce Wars                          | Dark Jokester                 |                                   |
| 2021      | Red Rocket                                               | Dark Jokester                 |                                   |
| 2022      | Mack & Rita                                              | Luca                          |                                   |
| 2023      | Down Low                                                 | Buck/Fleshpuppet              |                                   |
| 2023      | Americana                                                | Roy Lee Dean                  |                                   |
| 2023      | The Sweet East                                           | Lawrence                      |                                   |
| 2024      | Parpadea dos veces                                       | Cody                          |                                   |
| 2024      | Greedy People                                            | Keith                         |                                   |
| 2025      | Everything's Going to Be Great                           | Kyle                          |                                   |
| TBA       | Easy's Waltz                                             | Sam                           |                                   |

### Videos musicales
| Año  | Título               | Artista                                          | Rol            |
| ---- | -------------------- | ------------------------------------------------ | -------------- |
| 2004 | "She Wants to Move"  | N.E.R.D                                          | Hot guy        |
| 2009 | "Tik Tok"            | Kesha                                            | Barry          |
| 2010 | "Yes"                | LMFAO                                            | Dirt Nasty     |
| 2011 | "Sexy and I Know It" | LMFAO                                            | Guy on bicycle |
| 2012 | "Bird on a Wire"     | Action Bronson featuring Riff Raff               | Dirt Nasty     |
| 2016 | "World Wide Lamper"  | Kool Keith featuring B.a.R.S. Murre & Dirt Nasty | Dirt Nasty     |
| 2020 | "Burning Man"        | Jonah and Jeff Wittek                            | Dirt Nasty     |
| 2024 | "Lucky"              | Halsey                                           | Love interest  |
| 2024 | "BBA"                | Paris Hilton featuring Megan Thee Stallion       | Party guest    |